# Carrier Air Wing Seven
Il Carrier Air Wing Seven (CVW-7) è uno stormo aereo imbarcato per portaerei della Marina degli Stati Uniti con sede presso la Naval Air Station Oceana, Virginia, e assegnato alla USS George H.W. Bush. Il codice di coda per gli aeromobili assegnati al CVW-7 è AG.

## Missione
Per condurre operazioni di guerra aerea tra vettori e assistere nella pianificazione, controllo, coordinamento e integrazione di sette squadroni di ala aerea a sostegno della guerra aerea tra vettori, inclusi; Intercettazione e distruzione di aerei e missili nemici in tutte le condizioni atmosferiche per stabilire e mantenere la superiorità aerea locale. Attacchi offensivi aria-superficie per tutte le stagioni, rilevamento, localizzazione e distruzione di navi e sottomarini nemici per stabilire e mantenere il controllo locale del mare. Intelligenza fotografica aerea, di avvistamento ed elettronica per operazioni navali e congiunte. Servizio di allerta precoce aviotrasportato alle forze della flotta e reti di allerta a terra. Contromisure elettroniche aviotrasportate. Operazioni di rifornimento in volo per estendere la portata e la resistenza degli aeromobili ad ala aerea e operazioni di ricerca e soccorso.

## Unità subalterne
Il CVW-7 è composto da 9 squadroni:
| Codice  | Insegna | Squadrone                                               | Soprannome   | Aereo assegnato      |
| ------- | ------- | ------------------------------------------------------- | ------------ | -------------------- |
| VFA-103 |         | Strike Fighter Squadron 103                             | Jolly Rogers | F/A-18F Super Hornet |
| VFA-83  |         | Strike Fighter Squadron 83                              | Rampagers    | F/A-18E Super Hornet |
| VFA-105 |         | Strike Fighter Squadron 105                             | Gunslingers  | F/A-18E Super Hornet |
| VAQ-140 |         | Electronic Attack Squadron 140                          | Patriots     | EA-18G Growler       |
| VAW-121 |         | Airborne Early Warning Squadron 121                     | Bluetails    | E2D Advanced Hawkeye |
| HSC-5   |         | Helicopter Sea Combat Squadron 5                        | Nightdippers | MH-60S Seahawk       |
| HSM-46  |         | Helicopter Maritime Strike Squadron 46                  | Grandmasters | MH-60R Seahawk       |
| VRC-40  |         | Fleet Logistics Support Squadron 40 (Distaccamento N°3) | Rawhides     | C-2A Greyhound       |

## Storia

### Dalla Seconda Guerra Mondiale al 1950
Il Carrier Air Wing Seven è stato originariamente fondato il 20 luglio 1943 presso la Naval Air Station Alameda, in California, come Carrier Air Group Eighteen. Dopo un intenso periodo di addestramento, il gruppo aereo si imbarcò sulla USS Intrepid e partecipò alle operazioni di combattimento contro i giapponesi durante la seconda guerra mondiale. Nel settembre 1945, il gruppo aereo si trasferì alla Naval Air Station Quonset Point, Rhode Island. Il 15 novembre la Marina ha cambiato lo schema di designazione per i suoi Carrier Air Groups e il CVG-18 venne rinominato CVAG-7. Il 1º settembre 1948 lo schema di designazione venne nuovamente modificato e Air Group e divenne Carrier Air Group Seven (CVG-7) (è stato il secondo Air Group a portare la designazione CVG-7; il primo CVG-7 esisteva da gennaio 1944 a luglio 1946).

### Guerra fredda
Durante la guerra di Corea, il gruppo aereo ha effettuato attacchi di supporto aereo ravvicinato, attacchi a strutture industriali e missioni di interdizione della linea di rifornimento dal ponte della USS Bon Homme Richard.
Dopo essersi trasferito da Quonset Point alla Naval Air Station Oceana nel 1958, l'Air Group ha collaborato con la USS Independence e si schierò come la prima ala aerea a getto. Il 20 dicembre 1963 tutti i Carrier Air Group furono rinominati Carrier Air Wings e il CVG-7 divenne Carrier Air Wing Seven (CVW-7). Negli anni dal 1966 al 1977 l'ala aerea completò sette schieramenti nel Mediterraneo sulla USS Independence e partecipò a numerose esercitazioni NATO. All'inizio del 1978, l'Air Wing Seven si imbarcò sulla USS Dwight D. Eisenhower per lo shakedown e l'addestramento alle armi nelle strade della Stazione navale di Roosevelt Roads, nell'area operativa di Porto Rico.
Il 1º marzo 1978, l'Air Wing SEVEN fu assegnato in modo permanente alla USS Dwight D. Eisenhower e schierato nel gennaio 1979 per il primo viaggio nel Mediterraneo dell'IKE. Da aprile a dicembre 1980, l'ala aerea si imbarcò per un dispiegamento nell'Oceano Indiano a sostegno delle operazioni di salvataggio degli ostaggi a Teheran, seguito a settembre e ottobre dalle esercitazioni della NATO nel Nord Atlantico. Da gennaio a luglio 1982, Air Wing Seven si imbarcò per uno schieramento nel Mediterraneo che includeva il supporto per l'evacuazione degli americani dal Libano. Nell'aprile 1983, il team IKE / CVW-7 iniziò un altro schieramento nel Mediterraneo che includeva le prime 1.000 miglia nautiche (1.900 km) sull'intercettazione notturna sull'acqua per un F-14, operazioni multiple del Carrier Battle Group con USS Independence e USS John F. Kennedy e sostegno della Forza multinazionale di mantenimento della pace a Beirut, in Libano.
Riunito nel 1987, il team IKE / CVW-7 ha lavorato in preparazione per il dispiegamento nel Mediterraneo, seguito da un ampio lavoro in preparazione per uno schieramento nel 1990. Lo schieramento nel Mediterraneo 2-90 divenne un'escursione nel Mar Rosso poiché il gruppo da battaglia IKE / CVW-7 fu il primo sulla scena a scoraggiare l'aggressione irachena nell'operazione Desert Shield. Una volta sollevato, il IKE/CVW-7 tornò a casa e iniziò un ciclo di formazione di turnaround compresso per una distribuzione CENTCOM del maggio 1991. Mentre l'operazione Desert Storm progrediva verso la rapida vittoria, lo schieramento è stato ritardato per ristabilire il normale ciclo di distribuzione CV. Nel settembre 1991 il CVW-7 / IKE si è schierato nel Mar Rosso/Golfo Persico come parte dell'operazione Desert Storm (post ostilità). Sono stati il primo team di CV e Air Wing a schierarsi per la seconda volta durante la Guerra del Golfo.

### Anni '90
Nel settembre del 1992 il CVW-7 si imbarcò inizialmente sulla USS George Washington per un controllo del sistema d'arma. Dopo le qualifiche di aggiornamento della portaerei, il Battle Group è transitato a Portsmouth, in Inghilterra per partecipare alla commemorazione del 50º anniversario del D-Day. Le attività di commemorazione sono state evidenziate dalle visite portuali in Inghilterra, Brest, Francia e dal soggiorno a bordo del vettore Bill Clinton.
Dopo il turnover con la USS Saratoga, il Battle Group si è diretto direttamente sull'Adriatico per condurre operazioni a sostegno dell'operazione Deny Flight e Sharp Guard. In risposta agli aggressivi movimenti delle truppe irachene a sud verso il Kuwait, il George Washington Battle Group ha transitato il Canale di Suez alla massima velocità. La Vigilanza delle operazioni nel Golfo Persico e la Guardia meridionale sono state riprese il 15 ottobre 1994. Dopo che le forze irachene si sono rivolte a nord e le tensioni si sono allentate, il Battle Group tornò nel Mar Mediterraneo.
Nel settembre del 1996, il CVW-7 iniziò i preparativi per un dispiegamento in tutto il mondo fino al 26 febbraio 1998 sulla USS John C. Stennis. Questo dispiegamento del Joint Task Group 98-2 includeva oltre quattro mesi in una stazione nel Golfo Persico settentrionale a supporto dell'operazione Southern Watch.

### Nel XXI secolo
Nel 2000 il CVW-7 fu nuovamente schierato con la USS Dwight D. Eisenhower nel Mar Mediterraneo e nell'Oceano Indiano. Due anni dopo, l'ala venne schierata nelle stesse regioni a bordo della USS John F. Kennedy e a bordo della USS George Washington, prima di ritornare finalmente alla Dwight D. Eisenhower nel 2006-2007. Due schieramenti a bordo della Dwight D.Eisenhower sono seguiti nel 2009 e nel 2010.
Nell'ambito dell'operazione Vigilant Resolve, il 28 aprile 2004, gli squadroni del Carrier Air Wing Seven, il VFA-136, VFA-131, VF-11 e VF-143 hanno effettuato sortite nelle aree da combattimento contro i ribelli a Fallujah, lanciando 13 GBU-12 Paveway II (bombe laser) guidati su posizioni ribelli, fornendo supporto aereo da combattimento alla I Marine Expeditionary Force.
Nell'aprile e nel maggio 2008, gli squadroni di caccia d'attacco CVW-7 hanno accompagnato la USS George Washington da Norfolk, Virginia, a San Diego, California, intorno a Capo Hoorn. Sebbene formalmente assegnati al CVW-17, gli squadroni mantennero il loro codice di coda "AG". Quattro schieramenti a bordo della Dwight D. Eisenhower sono seguiti nel 2009, 2010, 2012 e 2013.
Nel 2015, il CVW-7 venne riassegnato alla USS Harry S. Truman e ha iniziato un dispiegamento programmato nelle aree operative della 6a e 5ª flotta degli Stati Uniti il 16 novembre.
Il 22 maggio 2018 CVW-7 è stato assegnato alla USS Abraham Lincoln.
Il 10 agosto 2022, CVW-7 ha iniziato uno schieramento con il Carrier Strike Group 10 (CSG-10), a bordo della USS George H.W. Bush (CVN-77). USNI News ha riferito che il CSG-10 è molto probabilmente destinato a sostituire il Carrier Strike Group 8 (CSG-8) e la sua ammiraglia, l'USS Harry S. Truman (CVN-75) con imbarcato Carrier Air Wing One (CVW-1), nel Mar Mediterraneo.

## Forza attuale

### Velivoli ad ala fissa
- F/A-18E/F Super Hornet
- EA-18G Growler
- E-2 Hawkeye
- C-2 Greyhound

### Velivoli ad ala rotante
- MH-60S Seahawk
- MH-60R Seahawk